# Psilogramme laxa
Psilogramme laxa là một loài thực vật có mạch trong họ Adiantaceae. Loài này được (Mett.) Kuhn miêu tả khoa học đầu tiên năm 1882.